# Maffeo Vegio
Maffeo Vegio (en latin Maphaeus Vegius) (né en 1406 ou en 1407 à Lodi et mort à Rome en 1458) est un écrivain humaniste italien du XVe siècle qui écrit en latin. Il est l’auteur de poèmes épiques, de textes religieux, d’un traité d’éducation, ainsi que d’une continuation de l’Énéide de Virgile.

## Biographie
Maffeo Vegio est issu d’une famille noble de Lodi. Il reçoit une éducation soignée : études de grammaire, des classiques latins, de philosophie et de droit à l’université de Pavie, puis à celle de Crémone, de rhétorique et de dialectique à l’université de Milan. Il commence à écrire très jeune des poèmes en latin, inspirés de ceux de Virgile. Il enseigne le droit et la littérature à Pavie pendant dix ans.
Le pape Eugène IV le nomme secrétaire des brefs puis dataire à la chancellerie pontificale. Il entre dans l’ordre des moines Augustins. En 1443, il est nommé chanoine de Saint-Pierre par Eugène IV, charge qu'il conserve sous les papes Nicolas V et Calixte III.
Il fait pleinement partie des milieux intellectuels chrétiens de l'humanisme italien de la première moitié du XVe siècle : Laurent Valla en fait un des trois interlocuteurs principaux de son dialogue De vero falsoque bono (du vrai et du faux bien). Vegio soutient la position épicurienne, un autre le stoïcisme, le troisième la position chrétienne. À la fin, Guarino da Verona célèbre l'éloquence des adversaires et Pier Candido Decembrio souligne l'intérêt de ce débat.
Maffeo Vegio avait une dévotion particulière envers sainte Monique, mère de saint Augustin. La translation des reliques de cette dernière entre Ostie et Rome avait eu lieu le 9 avril 1430 et les reliques étaient déposées dans l’église San Trifone. En 1455, elles sont transférées dans l’église San’Agostino et Vegio fait construire dans une chapelle, pour les accueillir, un tombeau en marbre, attribué au sculpteur Isaia da Pisa. C'est dans cette chapelle Sainte-Monique de San'Agostino qu'il est enterré en 1458.

## Œuvre et influence
Il est l’auteur de plus de cinquante textes.
Poèmes
- Poemata et epigrammata, vers 1422
- Rusticalia, poème inspiré par les Bucoliques et les Géorgiques de Virgile
- De morte Astyanactis, en 1430 : poème épique consacré à la mort d’Astyanax, fils d’Hector après la chute de Troie et au désespoir d’Andromaque
- Velleris aurei libri quattuor, en 1431 : poème épique en quatre chants sur la toison d’or, inspiré par les Argonautiques d'Apollonios de Rhodes

Textes religieux
- Antoniados sive de vita et laudibus sancti Antonii, en 1436-1437 : poème sur la vie de saint Antoine de Padoue
- De perseverantia religionis
- De quattuor hominis novissimis, morte, judicio, inferno et paradiso meditationes
- Vita sancti Bernardi Senensis : vie de saint Bernardin de Sienne
- Sanctae Monicae translationis ordo. Item de sanctae Monicae vita et ejus officium proprium : hagiographie de sainte Monique.

Œuvres morales
- Disceptatio inter solem, terram, et aurum, débat à caractère allégorique entre le Soleil, la Terre et l'Or.
- Dialogus Veritatis et Philalethis, dialogue entre la Vérité et Philalethes (celui qui aime le vrai), adressé à son frère Eustacio, qui montre la détresse de la Vérité dans un monde qui lui est hostile[5].
- Palinurus sive de felicitate et miseria, en 1445[6] : dialogue sur les misères de la vie humaine et la mort entre Charon, le passeur de l'Achéron, et Palinure qui arrive aux Enfers après sa noyade accidentelle[7]. Vegio s'inspire des Dialogues des morts de Lucien de Samosate[8].

Textes historiques
- De rebus antiquis memorabilibus Basilicae sancti Petri Romae, terminé vers 1455-1457, est une étude à caractère archéologique sur Saint-Pierre de Rome, qui montre, comme les œuvres de Giovanni Dondi (Iter Romanum) et Poggio Bracciolini (De fortunae varietate urbis Romae) l'intérêt naissant en Italie pour l'archéologie chrétienne[9].

Textes juridiques

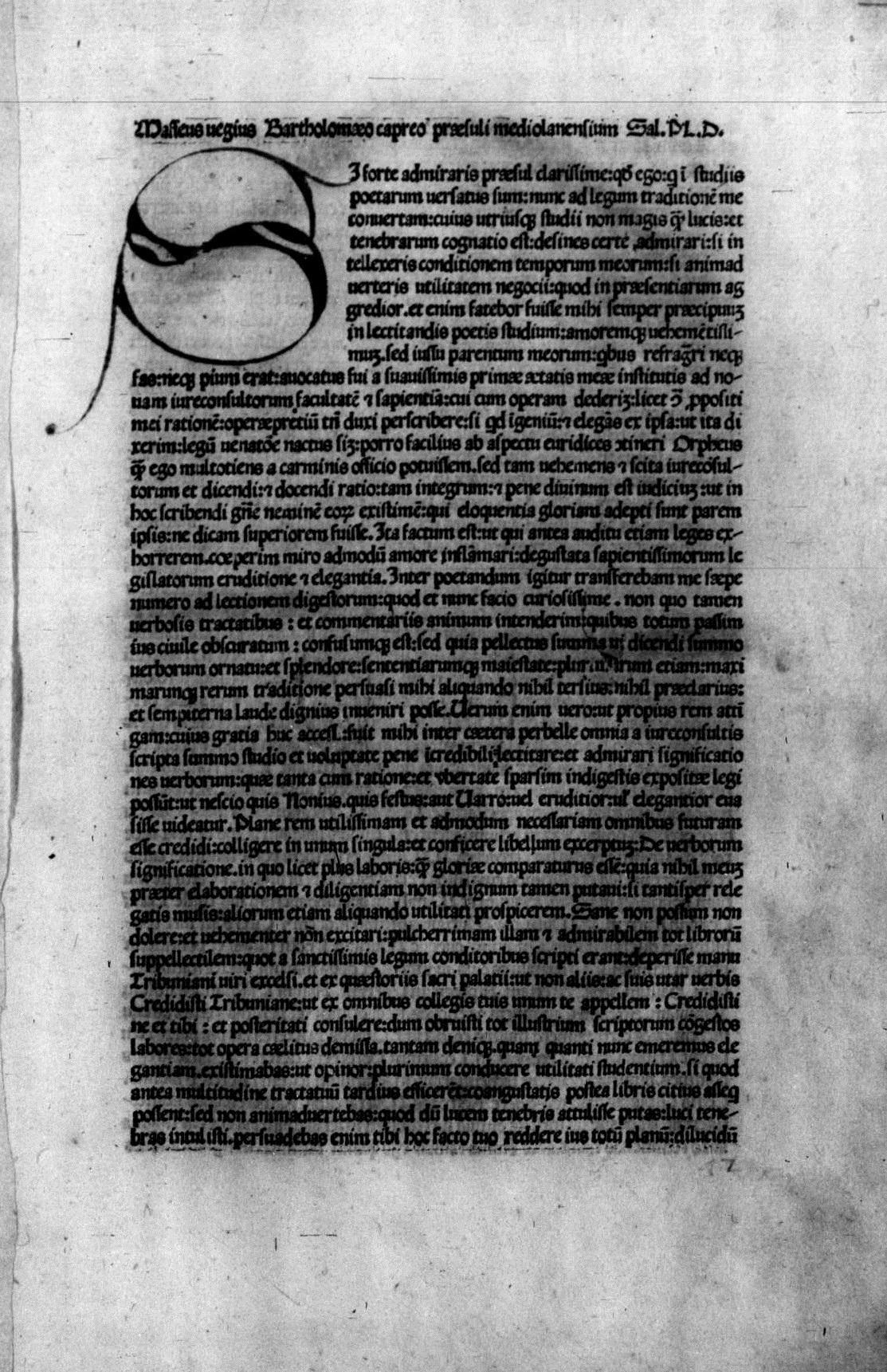
Vocabula ex iure civili excerpta, 1477

- (la) Vocabula ex iure civili excerpta, Vicenza, Filippo Albino, 1477 (lire en ligne)

Deux de ses œuvres ont eu une postérité importante:
- De educatione liberorum et eorum claris moribus : traité d’éducation en six livres, imprimé en 1491. Les trois premiers livres sont consacrés aux responsabilités des parents et des enseignants dans l’éducation des enfants, les trois autres aux devoirs des enfants, aux bonnes manières, etc. Vegio affirme clairement la compatibilité entre l’esprit chrétien et l’étude des classiques païens. Au début du XVIe siècle, ce traité est réimprimé en France et attribué à Francesco Filelfo, francisé en Philelphe[10]. En 1513, Jean Lode le traduit en français en l’attribuant toujours à Philelphe et le publie à Paris chez Gilles Gourmont sous le titre Le Guidon des parens en instruction et direction de leurs enfans. Aultrement appelé François Philelphe de la manière de nourrir, instruire et conduire jeunes enfans[11].

- en 1428, à l’âge de 22 ans, Vegio écrit une continuation de l’Énéide de Virgile, qui était considérée comme inachevée[12]. Cette suite, désignée sous le titre de Aeneidos supplementum (supplément à l’Énéide) ou Aeneidos Liber XIII (13e livre de l’Énéide), en 611 hexamètres latins, raconte les funérailles de Turnus, le mariage d’Énée et de Lavinia, la fondation de Lavinium, la mort de Latinus, puis celle d'Énée et sa divinisation. Ce texte fut particulièrement apprécié ; il est imprimé pour la première fois en 1471 à la suite du texte de l’Énéide[13], et il est ainsi très régulièrement inclus dans les éditions de l’Énéide au cours du XVe et du XVIe siècle. Il fait l’objet de commentaires par Josse Bade en 1501 puis par Nicolaus Erythraeus en 1538-1539.